# Jean Cavadini
Pour les articles homonymes, voir Cavadini.
Jean Cavadini, né le 27 juillet 1936 à Neuchâtel (originaire de Chiasso et de Noiraigue) et mort le 9 janvier 2013 à Hauterive, est une personnalité politique suisse du canton de Neuchâtel, membre du Parti libéral suisse. Il est conseiller national de 1979 à 1987, conseiller d'État de 1981 à 1993 et conseiller aux États de 1987 à 1999.

## Biographie
Jean Cavadini naît le 27 juillet 1936 à Neuchâtel. Il est originaire de Noiraigue et de Chiasso. 
Il vit ses jeunes années à Couvet. Il effectue ses classes au gymnase de Neuchâtel, puis obtient une licence en lettres de l'Université de Neuchâtel en 1961. 
Il travaille comme enseignant au gymnase à La Chaux-de-Fonds, puis à Neuchâtel. Il est ensuite nommé secrétaire de la Coordination romande de l'enseignement. De 1969 à 1977, il est délégué de la conférence des chefs de départements de l'instruction publique de la Suisse romande et du Tessin à la coordination scolaire,.
Il est marié à la fille du diplomate Gérard Bauer et père de trois enfants,. Il meurt le 9 janvier 2013.

## Parcours politique
Membre du Parti libéral suisse, Jean Cavadini est élu du district de Neuchâtel au Grand Conseil neuchâtelois entre 1969 et 1981. Il est élu au Conseil communal de la ville de Neuchâtel de 1976 à 1981 (services industriels, hôpitaux, affaires culturelles). Il démissionne à la suite de son élection au Conseil d'État. Son collègue de parti Jean-Pierre Authier lui succède. 
De 1981 à 1993, il est conseiller d'État, à la tête du Département de l'instruction publique et des affaires militaires. Il est élu une première fois le 5 avril 1981, terminant au premier tour derrière les deux candidats radical et libéral, mais devant les candidats socialistes et popiste, puis bénéficiant d'une élection tacite au second tour,. Quatre ans plus tard, le 31 mars 1985, il arrive en troisième position du premier tour, mais cette fois-ci derrière les deux candidats socialistes et devant les candidats des autres partis, puis est à nouveau élu tacitement au second tour,. Le 9 avril 1989, il est l'un des trois élus du premier tour, terminant entre les socialistes Pierre Dubois et Francis Matthey. En 1993, il décide de ne pas se représenter pour une quatrième législature. 
En tant que conseiller d'État, il préside la Conférence des directeurs cantonaux de l'instruction publique. Pendant son mandat de conseiller d'État, il contribue au développement de la faculté des sciences de l'Université de Neuchâtel et de l'École technique du Locle. Il participe à l'adoption de différentes lois consacrées, entre autres, à l'instruction publique, aux autorités scolaires et à la culture. Il est également à l'origine de la scolarisation des enfants des personnes sans permis de séjour. 
Lors des élections fédérales de 1975, il est candidat une première fois au Conseil national, mais arrive en troisième position de la liste libérale et n'est pas élu. Il se représente quatre ans plus tard, avec succès cette fois-ci. Il siège alors au Conseil national de 1979 à 1987, puis au Conseil des États de 1987 à 1999. Il est président de la Commission de gestion (CdG) de 1992 à 1993 et de la Commission des constructions publiques (CCP) de 1994 à 1995. Lors des élections fédérales de 1999, il n'est pas réélu au Conseil des États et décide de mettre fin à sa carrière politique.

## Autres mandats
Il préside le Fonds national suisse de la recherche scientifique de 1991 à 1994, l'Association suisse de l'industrie gazière de 1993 à 2001, la Convention patronale de l’industrie horlogère de 1993 à 2007 et le conseil d'administration de la Radio télévision suisse romande de 1997 à 2007,. Il contribue au rayonnement de l'ONG suisse Enfants du Monde, notamment auprès de la Direction pour le développement et la coopération suisse.

## Prix et distinctions
En 2006, Jean Cavadini est nommé officier de l'Ordre national du mérite par Jacques Chirac.

## Sources
- Ressources relatives à la vie publique :   - Documents diplomatiques suisses 1848-1975
  - Parlement suisse
- Notice dans un dictionnaire ou une encyclopédie généraliste :   - Base de données des élites suisses
- Notices d'autorité :   - VIAF
  - ISNI
  - BnF (données)
  - IdRef
  - GND
- Annuaire des autorités fédérales 1980, p. 123.
- [PDF] Communication du Conseil d'État neuchâtelois du 9 janvier 2013 (Hommage du Conseil d'État à Jean Cavadini)
- « L'ancien conseiller d'État neuchâtelois Jean Cavadini n'est plus », La Tribune de Genève,‎ 10 janvier 2013 (lire en ligne)